# Other People
Other People es una película de comedia dramática estadounidense de 2016 escrita y dirigida por Chris Kelly en su debut como director. La película está protagonizada por Jesse Plemons, Molly Shannon, Bradley Whitford, Maude Apatow, Madisen Beaty, John Early, Zach Woods, Josie Totah, y June Squibb. Es una mirada semiautobiográfica a la familia de Kelly.
La película tuvo su estreno mundial en el Festival de Cine de Sundance 2016 el 21 de enero de 2016 y fue estrenada el 9 de septiembre de 2016 por Vertical Entertainment. 

## Trama
David Mulcahey (Jesse Plemons), un escritor de comedia en apuros, regresa a su casa en Sacramento para cuidar de su madre Joanne (Molly Shannon), diagnosticada con un raro leiomiosarcoma. La narración transcurre durante un año y sigue a la familia Mulcahey mientras enfrentan el diagnóstico de cáncer de Joanne.
De vuelta en la casa de su infancia, David se reúne con su padre conservador Norman (Bradley Whitford) y sus dos hermanas menores Alexandra (Maude Apatow) y Rebeccah (Madisen Beaty). Tiene una relación distante con sus hermanas y una relación tensa con su padre, quien todavía se niega a aceptar la sexualidad de David diez años después de que salió del armario.
David rompió recientemente con su novio, Paul (Zach Woods). Para no molestar a su madre, David le dice a la familia que todavía están juntos. David también se reencuentra con su amigo de la escuela secundaria Gabe (John Early) y conoce al extravagante hermano adoptivo de Gabe, Justin (Josie Totah). Mientras tanto, Joanne continúa con la quimioterapia, aunque odia el tratamiento y finalmente decide dejarlo cuando resulta ineficaz. Mientras habla con David sobre su decisión de renunciar, Joanne se disculpa por su reacción inicial cuando él salió del armario y él la perdona.
En julio, Joanne y la familia viajan a Nueva York para asistir al espectáculo de improvisación de David. Conoce a un director artístico en el programa, quien le informa sobre un nuevo programa de ABC que busca escritores. Animado, David comienza a trabajar en un guion especulativo. Mientras tanto, después de consultar con Paul, David lleva a la familia al departamento de Paul con el pretexto de que todavía están en una relación. Norman se niega a entrar al apartamento y se queda atrás. Esto consterna a David, quien esperaba que habría comenzado a aceptar más su sexualidad. David pasa la noche con Paul y terminan teniendo sexo.
En octubre, la salud de Joanne se deteriora rápidamente y es internada en hospicio. David lucha por afrontar su muerte inminente. Mientras le compra medicamentos en una tienda, sufre un breve colapso frente a un empleado. Durante una práctica del coro, David se marcha enojado al descubrir que a otro escritor le dieron el puesto de ABC. Cuando Norman lo sigue fuera de la iglesia, David enfurecido revela su ruptura con Paul, señala la negativa de Norman a reconocer su sexualidad y pregunta cómo será el futuro después de que Joanne fallezca. Le dice a su padre que cuando Joanne muera, Paul vendrá.
Una noche, Joanne se resbala accidentalmente en la ducha y David la ayuda. Comparten un pequeño momento, en el que Joanne le agradece por regresar a Sacramento y le confía su futura muerte. Joanne revela que se ve a sí misma en cada uno de sus hijos y le dice a David: "Cuando me extrañas y quieres verme, vuelves a casa y ves a tus hermanas". David, entre lágrimas, promete cuidar de Alexandra y Rebeccah y la abraza.
En diciembre, Joanne, rodeada de su familia, fallece en su lecho de muerte. Norman paga el billete de avión de Paul a Sacramento. La película termina con David uniéndose a Norman, Alexandra y Rebeccah en un dormitorio, donde todos duermen.

## Elenco
- Jesse Plemons como David Mulcahey
- Molly Shannon como Joanne Mulcahey
- Bradley Whitford como Norman Mulcahey
- Maude Apatow como Alexandra Mulcahey
- John Early como Gabe Stewart
- Zach Woods como Paul Cook
- Madisen Beaty como Rebeccah Mulcahey
- Josie Totah como Justin Stewart
- June Squibb como Ruth-Anne
- Paul Dooley como Ronnie
- Retta como Nina
- Matt Walsh como Steve
- Paula Pell como Aunt Patti
- Colton Dunn como Dan
- Mike Mitchell como Donnie
- Nicole Byer como Charlie
- Lennon Parham como Vicki
- Rose Abdoo como Anne
- D'Arcy Carden como Jessica
- Drew Tarver como Craig

## Producción
La trama está basada libremente en la muerte de la propia madre de Kelly en 2009.  Kelly decidió comenzar deliberadamente la película mostrando al personaje de Molly Shannon muriendo "porque no quería que la película tratara sobre, 'Bueno, ¿lo hace o no?'", y señaló que marca el tono para el resto de la película.  Shannon fue una de las primeras opciones para Kelly, aunque sus gerentes expresaron dudas sobre si esto sucedería desde una etapa temprana. Kelly señaló que Shannon en la película se parece a su propia madre: "No miro la película y veo a mi padre así, ni a mí mismo, ni a mis hermanas, pero sí veo a mi madre, y fue algo accidental", y agregó que se había sentido extraño al dirigirla debido a las similitudes.  Sissy Spacek fue originalmente asignada para interpretar a Joanne. 

## Estreno
La película tuvo su estreno mundial en el Festival de Cine de Sundance 2016 el  Fue la obra de la noche de apertura en el Festival Internacional de Cine de San Diego  y de la noche de clausura en OUTFEST.  También se presentó en festivales de cine en Dallas,  Sarasota,  Seattle,  Nantucket,  Sundance Londres  Praga y Brno. 
En febrero de 2016, Netflix adquirió los derechos de transmisión mundial. Al mismo tiempo, Vertical Entertainment adquirió los derechos teatrales en Norteamérica y planeaba estrenar la película en el otoño para una campaña dirigida a los Oscar 2017.  La película se estrenó el 9 de septiembre de 2016. 

### Recepción de la crítica
Other People recibió reseñas positivas de los críticos. Tiene un índice de aprobación del 85% en el sitio web del agregador de reseñas Rotten Tomatoes, basado en 59 reseñas, con una calificación promedio de 7,1/10. El consenso crítico del sitio dice: " Other People se resiste al melodrama fácil, recompensando a los espectadores con una mirada inteligente y sutil a la dinámica familiar con un elenco talentoso y una combinación finamente calibrada de momentos divertidos y serios".  En Metacritic, la película tiene una calificación de 68 sobre 100, basada en 23 críticas, lo que indica "críticas generalmente favorables". 
En su reseña de la película, The Hollywood Reporter declaró: "Jesse Plemons, interpretando hábilmente al hijo amoroso, un escritor de comedia que se preocupa silenciosamente porque su vida se está desmoronando incluso sin tener el cáncer de su madre en la película, cumple la promesa que ha demostrado en "Muchos papeles secundarios desde su avance en Friday Night Lights ".  La revista New York elogió la actuación de Shannon y la actuación secundaria de Totah, describiendo su actuación de la siguiente manera: "El niño actor sólo aparece en dos de las escenas de Other People: interpreta al extravagante hermano menor del mejor amigo de Plemons, pero él aprovecha la mayoría de ellos: Totah entra en su primera escena coqueteando casualmente con Plemons, mucho mayor, luego pasa su segunda escena travestido, presentando una actuación exagerada y llena de twerk para su desconcertada familia. 

### Premios
Molly Shannon ganó el premio a la Mejor actriz de reparto en los Premios Independent Spirit de 2017, mientras que Jesse Plemons fue nominado a Mejor protagonista masculino; Chris Kelly al Mejor Primer Guion; y Chris Kelly, Sam Bisbee, Adam Scott y Naomi Scott a la mejor ópera prima.  La película ganó el Premio del Público a la Mejor Película Narrativa en el Festival de Cine de Nantucket. 